# Айїне-Дег
Айїне-Дег (перс. ايينه ده) — село в Ірані, у дегестані Джіранде, у бахші Амарлу, шагрестані Рудбар остану Ґілян. За даними перепису 2006 року, його населення становило 150 осіб, що проживали у складі 54 сімей.

## Клімат
Середня річна температура становить 9,21 °C, середня максимальна – 24,78 °C, а середня мінімальна – -8,02 °C. Середня річна кількість опадів – 337 мм.
| Клімат поселення                              | Клімат поселення | Клімат поселення | Клімат поселення | Клімат поселення | Клімат поселення | Клімат поселення | Клімат поселення | Клімат поселення | Клімат поселення | Клімат поселення | Клімат поселення | Клімат поселення | Клімат поселення |
| Показник                                      | Січ.             | Лют.             | Бер.             | Квіт.            | Трав.            | Черв.            | Лип.             | Серп.            | Вер.             | Жовт.            | Лист.            | Груд.            |                  |
| Середній максимум, °C                         | 3,29             | 3,86             | 6,78             | 13,32            | 18,48            | 22,92            | 24,68            | 24,78            | 21,59            | 17,70            | 11,11            | 5,26             |                  |
| Середня температура, °C                       | −2,36            | −1,79            | 1,10             | 7,66             | 12,84            | 17,25            | 19,81            | 19,90            | 16,73            | 12,82            | 6,22             | 0,38             |                  |
| Середній мінімум, °C                          | −8,02            | −7,46            | −4,56            | 2,01             | 7,18             | 11,61            | 14,92            | 15,00            | 11,83            | 7,94             | 1,34             | −4,51            |                  |
| Норма опадів, мм                              | 33               | 36               | 58               | 49               | 35               | 9                | 8                | 6                | 6                | 24               | 33               | 40               |                  |
| Середньомісячна швидкість вітру, м/с          | 1.87             | 2.42             | 2.67             | 3.01             | 2.68             | 2.53             | 2.57             | 2.42             | 2.16             | 2.14             | 2.17             | 1.81             |                  |
| Середньомісячна сонячна радіація, кДж/м²·день | 7645             | 10119            | 12787            | 16865            | 21044            | 24620            | 24951            | 21927            | 18420            | 12971            | 9413             | 7326             |                  |
| --------------------------------------------- | ---------------- | ---------------- | ---------------- | ---------------- | ---------------- | ---------------- | ---------------- | ---------------- | ---------------- | ---------------- | ---------------- | ---------------- | ---------------- |
| Джерело:                                      |                  |                  |                  |                  |                  |                  |                  |                  |                  |                  |                  |                  |                  |